# 프랜시스 스콧 키 브리지 붕괴 사고
프랜시스 스콧 키 브리지 붕괴 사고(영어: Francis Scott Key Bridge collapse)는 2024년 3월 26일 동부 표준시 (EDT) 오전 1시 27분 (05:27 UTC), 미국 메릴랜드주 볼티모어의 볼티모어 항구에 있는 프랜시스 스콧 키 브리지를 컨테이너 화물선 선박 MV 달리가 파탑스코강을 운항하던 중 해당 교량의 지지 기둥 중 하나와 충돌하여 다리가 붕괴된 사건이다.
구조된 2명 중 1명은 무사하나 다른 1명은 또 다른 한 명은 위독한 상태로 병원으로 이송되었다.교량의 차도부분에서 작업하던 작업반원 6명이 실종되었고, 그 중 2명의 시신이 발견되었다. 나머지 4명도 숨진 것으로 추정된다.

## 배경

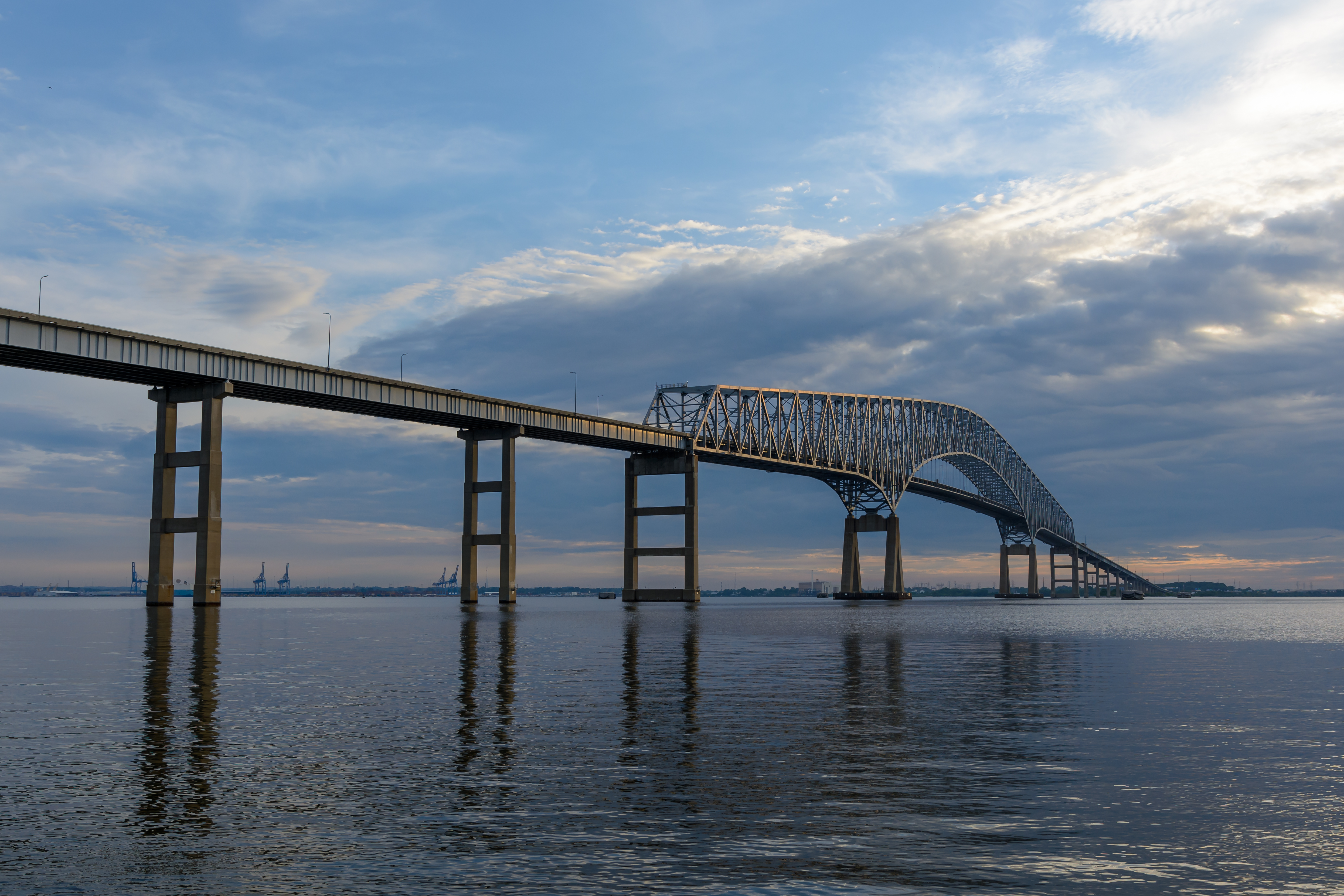
상류를 바라보고 있는 붕괴 전 모습. 선박은 교량 왼쪽에서 네 번째 기둥과 충돌했다.

프랜시스 스콧 키 브리지는 원래 외항횡단목적으로 제작된 강철 아치모양의 연속관통트러스 다리였다. 1977년에 개통되어 볼티모어의 호킨스 포인트(Hawkins Point)에서 북동쪽으로 던달크(Dundalk)의 솔러스 포인트(Sollers Point)까지 운행하고 볼티모어 항구의 중요한 해운 항로인 파탑스코강(Patapsco River)을 연결해주는 다리였다. 미국에서 통행량이 많은 교량 중 하나였다.2023년에는 444,000명 이상의 승객과 800억 달러 상당의 약 5230만 톤의 외국 화물을 운반했다. 1.6 마일(약 2.6km) 길이의 다리에는 볼티모어 주변의 순환선인 695번 주간 고속도로의 왕복4차선 도로가 지난다. 매일 약 34,000대의 차량이 해당 교량을 지나다녔다.
MV 달리는 2015년에 건조된 컨테이너용 화물선으로 총 길이 980 피트(약 300m), 선폭 157 피트(48m)의, 흘수 40 피트(12.2m)를 갖추고 있다.싱가포르에 등록되어 있고 그리스 해운회사가 소유하고 있는 선박이다.달리는 이전에 파나마에서 미국으로 이동하여 2024년 3월 19일 뉴욕에 도착했다.그리고 나서 버지니아 포츠머스에 있는 버지니아 인터내셔널 게이트웨이 터미널으로 항해한 후 3월 22일 볼티모어로 출발, 3월 23일 볼티모어에 다시 도착했다.
이 선박은 2015년 초부터 머스크(Maersk)사와 용선계약이 되어있었다. 배에 타고 있던 선원 22명은 인도 국적이었고, 배는 현지 도선사 2명이 조종하고 있었다.
교량 아래 주요 선적항로는 수심 50 피트(15 m)로 추정된다.미국 국립해양대기청(NOAA) 차트는 다리 지지대의 깊이가 30 피트(약 9.1m)임을 보여주고 있다. NOAA는 붕괴 당시 수온이 47 °F(섭씨 8 °C)였다고 보고했다.

## 붕괴 사고
2024년 3월 26일 동부 표준시 (EDT) 오전 0시 44분, 선박 MV 달리는 볼티모어 항구를 떠나 스리랑카콜롬보로 향했다. 얼마 지나지 않아 승무원들은 메릴랜드 교통부에 추진력 상실로 선박 통제권을 잃어 교량과의 충돌가능성이 있다고 통보했다. 선박에서 메이데이가 발령되었고, 교통국은 다리의 통행을 차단했다. 잠시 후 배의 불빛이 꺼졌다가 다시 켜지는 것이 보였고, 달리의 통풍 굴뚝에서도 연기가 나는 것이 보였다. 배는 비상 절차에 따라 닻을 내렸다. 오전 1시 27분,선박은 8 노트 (15 km/h)의 속도로 선박통과용 아치부분의 남서쪽 끝의 교량 기둥에 추돌했다. 다리 추돌과 일부 교량 부분의 붕괴는 비디오에 녹화되었다.
선박 충돌 이후 몇 초 만에 다리가 여러 구간에서 붕괴되어, 물 밖으로 튀어나온 구간과 차도가 끊겼다. 다리의 한 부분이 달리의 뱃머리 끝에 멈춰 섰다. 붕괴 당시 다리 위에는 여러 대의 작업차량이 있었지만, 그 안에는 아무도 없었던 것으로 알려졌다.메릴랜드 교통부 장관 폴 위데펠트(Paul Wiedefeld)는 붕괴 당시 근로자들이 다리의 포트홀을 수리하고 있었다고 말했다. 다리 근처에 사는 한 주민은 "지진이 난 것 같았다"며 붕괴 이후 몇 초 동안 자신의 거주지를 뒤흔드는 깊은 울림에 잠에서 깼다고 말했다.
응급팀은 1시 30분부터 911 신고를 받기 시작했다. 볼티모어 경찰국은 1시 35분에 붕괴에 대한 경고를 받았다. 이후 대규모 구조 및 복구 작업이 시작되었다. 미국 해안 경비대는 구조 활동의 일환으로 보트와 헬리콥터를 배치했다.강에 빠진 사람들을 찾기 위해 다이버들도 출동했다.8개 팀으로 나눠진 총 50명의 잠수부들이 구조 작업에 투입되었다.

### 교량 피해

충격점
붕괴 부분 교량의 붕괴 부분은 금속 트러스 아래 경간 3개, 북동쪽 3개의 경간을 포함(이미지 오른쪽)

달리와 남쪽 트러스 지지용 기둥의 충돌로 트러스 경간 전체가 무너져 기둥이 파괴되었다.또한 전체적인 구조에 의존하여 일체성을 유지한 연속 트러스 교량으로, 남쪽과 중앙의 경간이 무너지면 북쪽 부분 (제 3 경간)이 뒤따라 무너지는 구조였다. 교량 각각의 붕괴는 수 초가 소요되었고, 30초 이내에 교량 전체의 중앙 범위가 강에 떨어졌다. 다리는 건설당시의 건축규정을 준수하였던 것으로 확인되었다.

### 선박 피해
충돌 후 여러 컨테이너들이 침수되었다. 흘수선 위쪽에 선체 손상이 있었으며, 선박은 다리를 꿰뚫었다.그러나, 선박은 물이 샐 틈이 없는 상태를 유지하고 있었으며 이후의 수질오염은 없었다.

## 인명 피해
동부 표준시(EDT) 오전 6시 30분, 기자 회견에서 볼티모어 소방서장 제임스 월리스(James Wallace)는 강에서 최소 2명이 구조되었으며, 그 중 한 명은 "매우 심각한" 상태에 있었고, 다른 한 명은 부상 없이 걸어 나갔다고 말했다. 미국 해안경비대의 수색 작업이 중단된 가운데 다리에서 작업하던 공사팀 일부를 포함한 6명이 실종된 것으로 알려졌으며, 사망한 것으로 추정된다.
월리스 소장은 또한 수중 음파 탐지기가 강에서 침수된 차량을 발견했다며, 응급 구조대도 수색 작업에 드론과 적외선 기술을 활용하고 있다고 덧붙였다.오전 10시 55분, 월리스는 적외선과 사이드 스캔 음파 탐지 기술을 사용하여 강 바닥에 5대의 차량이 표시되어 있음을 확인했다.
달리를 운영하는 시너지 마린 그룹(Synergy Marine Group)은 두 명의 도선사를 포함한 해당 선박의 승무원들이 부상을 입지 않았다고 말했다.

## 사건 조사

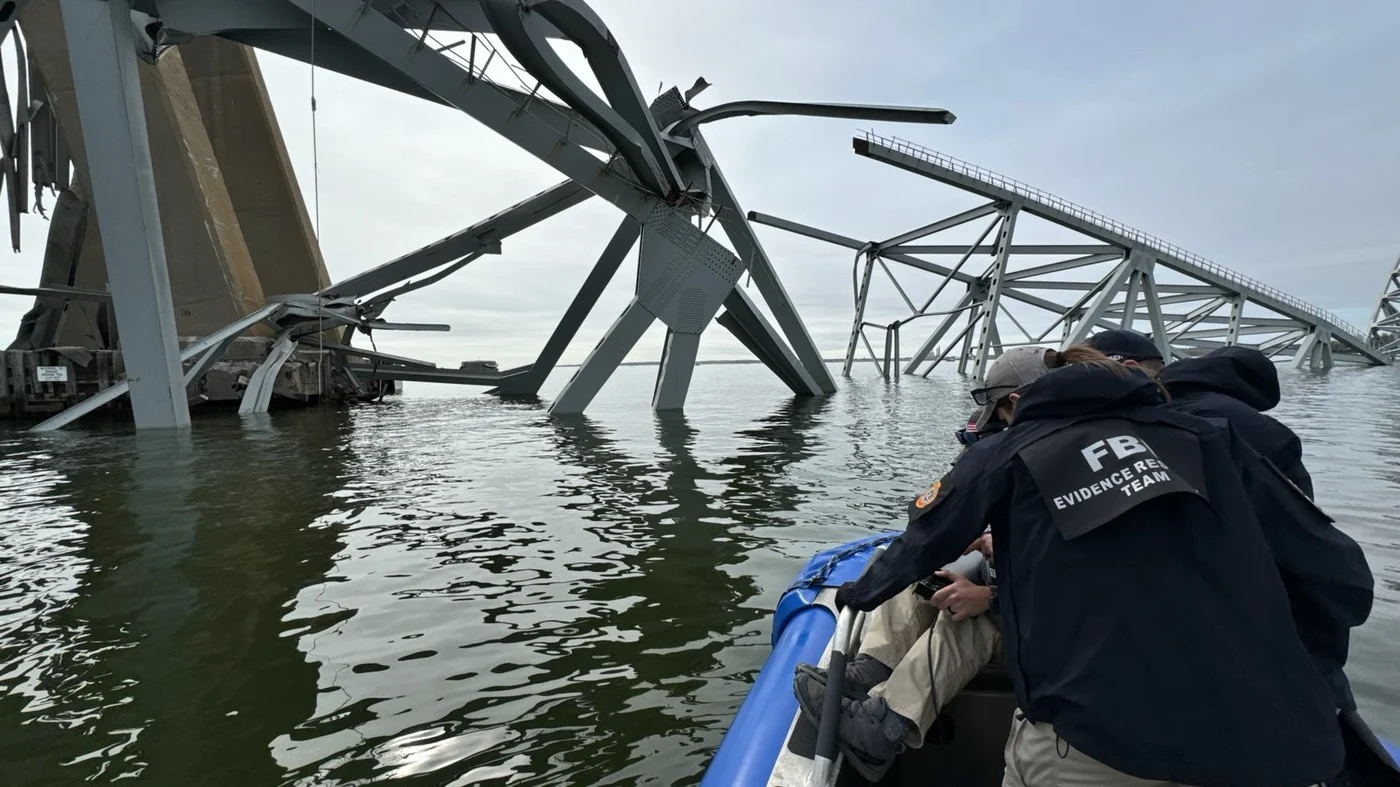
FBI 증거조사팀(Evidence Response Team)이 붕괴된 다리의 한 부분을 조사하고 있다.

미국 연방 교통안전위원회는 조사를 시작했으며 현장에 팀을 보냈다고 발표했다.연방수사국도 현장에 투입되었지만, 이번 사건에서 테러가 의심되지는 않았다고 밝혔다.
싱가포르 교통안전조사국과 싱가포르 해양항만청은 조사를 돕기 위해 소속 직원들이 볼티모어로 향했다고 밝혔다. 후자의 기관은 NTSB, 해안 경비대 및 해양 안전청에 지원을 제공하기 위해 연락을 취했다고 말했다.

## 사건 후 여파
피트 부티지지 미 교통부 장관은 부서의 지원을 제공하기 위해 메릴랜드 주지사 웨스 무어와 볼티모어 시장 브랜던 스콧(Brandon Scott)과 접촉하고 있으며 운전자들에게 우회 경로를 따르라고 조언했다고 말했다. 무어 주지사는 그 직후 비상사태를 선포했다.메릴렌트의 교통부 장관 폴 위더펠드(Paul Wiedefeld)는 추후 공지가 있을 때까지 볼티모어 항구를 오가는 모든 선박의 운항을 중단하라고 명령했다. 다만 트럭 운송 시설은 운영을 계속하고 있다.스텔란티스와 제너럴 모터스는 성명을 내고 차량 수입을 다른 항구로 돌릴 계획이라고 밝혔고, 토요타는 수출 물량 일부가 영향을 받을 수 있다고 보도했다.
2024년 3월 26일 기준 붕괴로 인해 I-695 고속도로는 MD 10 과 MD 157 인터체인지 사이가 폐쇄되었다. 볼티모어 항구를 각각 교차하는 I-95 및 I-895를 따라 맥헨리 요새(en:Fort McHenry) 및 볼티모어 항구 터널을 통해 우회되고 있지만 유해물질 운송은 금지되어 있다. 대신 유해물 적재 차량은 I-695의 서쪽 구간을 따라 우회되고 있다. 버지니아 주 까지 교통 지연 주의보가 운전자들에게 발령되었다. 볼티모어 항구로의 해상 접근도 차단되었고 여러 척의 선박이 항구 안에 갇히게 되었다.
오전 8시 9분, 연방항공청은 08시 15분부터 시행되는 다리 붕괴 지역 주변의 일시적인 비행 제한을 드론에도 적용한다고 발표했다. 이후 조 바이든 대통령도 재난 상황을 보고받았다.바이든은 이날 오후 연설에서 의회에 다리 재건 자금을 지원해달라고 요청할 것이라고 말했다.
선박을 용선한 머스크사는 3월 26일 나스닥 코펜하겐에서 거래가 시작되면서 주가가 약 2% 하락했다. 11시 28분, 머스크사의 CEO는 볼티모어에 대한 모든 서비스를 당분간 중단할 것이라고 말했다.

## 같이 보기
- 프랜시스 스콧 키 브리지 (볼티모어)
- 성수대교 붕괴 사건